# Cabrália Paulista
Cabrália Paulista este un oraș în São Paulo (SP), Brazilia.